# Лаверн, Бенжамен
Бенжамен Лаверн (фр. Benjamin Lavernhe; род. 14 августа 1984) — французский актёр, снимающийся в кино с 2009 года. Трёхкратный номинант на премию «Сезар» (2018, 2020, 2021).

## Биография
Бенжамен Лаверн вырос в Пуатье. Он сын управляющего фабрикой по производству фильтров, имеет троих братьев и сестёр.
После первого года подготовительных литературных классов в лицее имени Камиля Герена сначала получил лицензию в области информации и коммуникации, а затем продолжил обучение в школе актёрского мастерства Франсуа Флорана. Позднее он поступил в бесплатный класс этой театральной школы и занимался под руководством Жана-Пьера Гарнье, Лоика Корбери, Поля Десво и Магали Лери.
В 2008 году поступил в Национальную консерваторию драматического искусства в Париже под руководством Марио Гонсалеса, Яна-Жоэля Коллена, Доминика Валади, Алена Франсона и Оливье Пи, с которыми сыграл роль Бенволио в спектакле «Ромео и Джульетта» в 2011 году.
Резидент Комеди-Франсез с 2012 года, является постоянным членом труппы с 2019 года.

## Фильмография
| Год  | Название                                                              | Оригинальное название  | Роль                  |
| ---- | --------------------------------------------------------------------- | ---------------------- | --------------------- |
| 2014 | Дело СК1                                                              | L'affaire SK1          | Фредерик Брюнет       |
| 2015 | Вкус чудес                                                            | Le goût des merveilles | Пьер                  |
| 2016 | Одиссея                                                               | L'Odyssée              | Жан-Мишель Кусто      |
| 2017 | Праздничный переполох                                                 | Le sens de la fête     | Пьер, жених           |
| 2019 | Поменяться местами                                                    | Mon inconnue           | Феликс, друг Рафаэля  |
| 2019 | Куриоса                                                               | Curiosa                | Анри де Ренье         |
| 2020 | Холостяк на свадьбе                                                   | Le discours            | Адриен                |
| 2021 | Французский вестник. Приложение к газете «Либерти. Канзас ивнинг сан» | The French Dispatch    |                       |
| 2022 | Идеальная ложь                                                        | De grandes espérances  | Антуан                |
| 2023 | Жанна Дюбарри                                                         | Jeanne du Barry        | Жан Бенжамен Делаборд |
| 2023 | Аббат Пьер                                                            | L'Abbé Pierre          | Аббат Пьер            |
| 2024 | Моди: Три дня на крыльях безумия                                      | Modi                   |                       |